# بيتر هارفي (لاعب كريكت)
بيتر هارفي (6 يناير 1926 في المملكة المتحدة - 27 أكتوبر 1966 في المملكة المتحدة) (بالإنجليزية: Peter Harvey)‏ هو لاعب كريكت بريطاني (وحمل سابقاً جنسية المملكة المتحدة لبريطانيا العظمى وأيرلندا). لعب مع نادي الكريكت في جامعة أكسفورد ‏.

## وصلات خارجية
- بيتر هارفي (لاعب كريكت) على موقع إي آس بي آن كريك إنفو (الإنجليزية)